# 远安县
远安县位于中国湖北西部山地向江汉平原的过渡地带，是宜昌市所辖的一个县。远安历史文化悠久，是黄帝夫人、华夏之母嫘祖故里和楚文化的发源地之一。县域面积1752平方公里，常住总人口約19万人。盛产食用菌、木耳等林特产品，年发展食用菌9200万袋，有中国“香菇之乡”美誉。为支持国防事业发展，远安是湖北省唯一整体不对外开放县，且不沿江，目前尚未通铁路，县域经济发展客观上受到一定程度制约。张艺谋电影《山楂树之恋》曾在此取景。 县人民政府駐鸣鳳鎮。

## 历史沿革
西汉建元元年（公元前140年）置县，以其临沮水而得名临沮县；东晋隆安末（公元401年）因县城迁建于旧县亭子山上而不再受沮河水患之扰，故改临沮县为高安县；北周武成元年（公元559年），取“永远平安”之意，又改高安为远安。

## 行政区划
远安县下辖6个镇、1个乡：
鸣凤镇、花林寺镇、旧县镇、洋坪镇、茅坪场镇、嫘祖镇和河口乡。

## 地理
全域生态环境优良，森林覆盖率74.5%，是湖北省绿化达标第一县、湖北省生态县。矿产资源种类多、储量大，现已探明矿产7大类22种，其中磷矿石保有储量16亿吨。远安县林地面积139452.3公顷，森林面积129495.4公顷，森林植被属落叶和常绿阔叶混交林区，有森林植物132科554种，其中用材树种30科59种，森林蓄积420万立方米。

## 人口
宜昌市第七次全国人口普查公报显示：远安县常住人口为181174人，男性人口占比51.84%，女性人口占比48.16%，年龄结构中0-14岁占比12.05%，15-59岁占比63.53%，60岁以上占比24.42%，65岁以上占比16.99%。

## 交通
- 呼北高速
- 平宜高速（筹建）[6][7][8]
- 347国道过境。